# Especiació peripàtrica

Comparació d'especiació al·lopàtrica, peripàtrica, parapàtrica i simpàtrica.

Peripàtrica i peripatria són termes de la biogeografia, que fa referència als organismes on les àrees són molt pròximes però no se superposen, no es produeix cap mena de contacte físic d'aquests organismes - per exemple, un riu ample o una serralada. Generalment, aquests organismes estan estretament relacionats (per exemple, espècies germanes), la seva distribució és el resultat de l'especiació peripàtrica.
L'especiació peripàtrica és una forma d'especiació, la formació de noves espècies a través de l'evolució. En aquesta forma, es formen noves espècies en poblacions perifèriques aïllades, el que és similar a l'especiació al·lopàtrica en què les poblacions s'aïllen i s'impedeix l'intercanvi de gens. No obstant això, l'especiació peripàtrica, a diferència de l'especiació al·lopàtrica, proposa que una de les poblacions és molt més petita que l'altra. Una possible conseqüència de l'especiació peripàtrica és que una espècie ancestral extensió geogràfica es converteix parafilètic, convertint-se així en una paraespècie. El concepte d'una paraespècie tant, és una conseqüència lògica del Concepte Evolutiu d'Espècie, mitjançant el qual una espècie dona lloc a una espècie filla. L'evolució de l'os polar de l'os bru és un exemple ben documentat d'una espècie vivent que va donar origen a una altra espècie viva, per l'evolució d'una població ubicada al marge de distribució de l'espècie ancestral.

Especiació peripàtrica va ser proposat originalment per Ernst Mayr, i es relaciona amb l'efecte fundador, ja que les poblacions petites de vida poden patir colls d'ampolla de selecció. La deriva genètica sovint es proposa tenir un paper important en l'especiació peripàtrica.